# Belmont (New South Wales)
Belmont ist eine Ortschaft (Suburb) der Lake Macquarie City im Bundesstaat New South Wales und liegt etwa 20 km südlich des Stadtzentrums von Newcastle auf einer Landzunge zwischen dem Lake Macquarie und dem Pazifik. In Belmont leben 7.289 Einwohner.

## Geschichte
Bereits 1825 wurde in der Gegend von Belmont im Gebiet des Aborigine-Stamms Old Jacky's eine Mission eingerichtet, sie zog jedoch nach vier Jahren an die Westseite des Lake Macquarie in die Gegend von Toronto. Erst in den 1860er Jahren entstanden dort wieder Siedlungen, neben der Land- und Forstwirtschaft zog der Kohleabbau die Menschen in die Gegend. 1866 eröffneten Thomas Williamson und Robert Kirkaldy Belmont House, eine Pension, die wahrscheinlich nach dem Geburtsort Williamsons auf den schottischen Shetland-Inseln benannt wurde und später der ganzen Ortschaft den Namen gab. Mitte der 1870er Jahre gab es im Zentrum der Siedlung Hotel, Schule, Kirche und Poststation sowie einen Schiffsbaubetrieb und in den 1880er Jahren überschritt man die Zahl von 100 Einwohnern.
Bis 1916 führten die Verkehrswege nach Belmont über den Macquarie-See bzw. über Straßen nach Norden Richtung Newcastle. Am 23. Dezember 1916 öffnete die Bahnverbindung über das nordöstlich gelegene Redhead nach Newcastle, die bis 1971 in Betrieb war. Seit 1937 besteht eine öffentliche Buslinie nach Newcastle.
In der Zeit wuchs auch die Bevölkerung sprunghaft von etwa 500 Einwohnern in den 1920ern über 2.000 Mitte der 1930er bis auf über 4.800 im Jahr 1947. Da größere Landflächen von Belmont aber in Privatbesitz sind, gab es nie eine Stadt Belmont, sondern ein größeres Siedlungsgebiet verteilt auf mehrere Suburbs, von denen der zentrale Belmont heißt. Benachbarte Suburbs sind North Belmont, South Belmont, Redhead und Valentine.

## Infrastruktur
1968 wurde Belmont Hospital gegründet, das einzige öffentliche Krankenhaus im Lake-Macquarie-Gebiet. Des Weiteren gibt es Belmont auch einen Campus des Hunter Institute of Technology. Zwar wurde in den 1980er Jahren die Kohleförderung in der Region eingestellt, aber zahlreiche Unternehmen sind an ihre Stelle getreten, zudem ist die Tourismusindustrie am Macquarie-See ein wichtiger Wirtschaftsfaktor.
Etwa vier Kilometer südlich des Zentrums von Belmont befindet sich Belmont Airport, ein Flugplatz, der 2007 umgebaut wurde und ab 2008 wieder eine Verbindung zu der etwa 130 km südlich liegenden Metropole Sydney bieten soll.